# NGC 4008
NGC 4008 ist eine Elliptische Galaxie vom Hubble-Typ E5 im Sternbild Löwe auf der Ekliptik. Sie ist schätzungsweise 161 Millionen Lichtjahre von der Milchstraße entfernt und hat einen Durchmesser von etwa 115.000 Lichtjahren. Gemeinsam mit drei weiteren Galaxien bildet sie die NGC 4017-Gruppe (LGG 262).

Im selben Himmelsareal befinden sich u. a. die Galaxien NGC 3988, NGC 4004, NGC 4016, IC 2982.
Das Objekt wurde am 11. April 1785 von Wilhelm Herschel entdeckt.